# Azitromycine
Azitromycine is een antibioticum behorend tot de groep der macroliden, meer specifiek de azaliden. Het heeft een breed werkingsspectrum tegen vele gram-positieve en gram-negatieve microorganismen en wordt gebruikt bij de behandeling van bovenste luchtweginfecties en urineweginfecties. Azitromycine wordt onder de merknaam Zithromax® verkocht, maar is inmiddels ook generiek verkrijgbaar.
Azitromycine wordt slechts langzaam uit het lichaam geëlimineerd, waardoor het maar eenmaal per dag hoeft te worden ingenomen en een kuur van drie dagen via stapeling en concentratie in de weefsels, wel een week werkzaam is.
Voordelen van azitromycine zijn de eenmaal daagse dosering en een behandelduur van 3 dagen. In Nederland en in België is de prijs gezakt tot circa 50 cent per stuk. In Nederland wordt het ter preventie van resistentie-ontwikkeling, meestal niet als eerste keus voorgeschreven behalve in bijzondere gevallen.
In tegenstelling tot de voorloper erytromycine heeft het middel geen interactie via CYP3A4 en ontbreken daarom vrijwel alle interacties met andere geneesmiddelen. Alleen ergotamine en ciclosporine moeten worden vermeden.
De stof is opgenomen in de lijst van essentiële geneesmiddelen van de WHO.